# Ngozi (jezioro)
Ngozi – jezioro wulkaniczne w regionie Mbeya w południowej części Tanzanii. Jezioro Ngozi jest drugim co do wielkości jeziorem kraterowym w Afryce.
Jezioro Ngozi leży w południowej części kaldery wulkanicznej Ngozi o szerokości 3 km. Samo jezioro ma długość 2,75 km i szerokość 1,5 km. Ilość wody w jeziorze nie podlega dużym wahaniom, są tylko niewielkie różnice między porami suchymi i deszczowymi. Woda dopływająca do jeziora pochodzi głównie z opadów atmosferycznych i wód gruntowych, natomiast woda opuszcza jezioro przede wszystkim przez parowanie i wody podziemne.